# Royal Scottish Pipe Band Association
La Royal Scottish Pipe Band Association (RSPBA) est une instance dirigeante chargée de superviser la concurrence entre les Pipe Bands, de promouvoir et d'encourager le développement de la culture de la cornemuse dans le monde entier. Elle a été fondée et est active depuis 1930. 
La RSPBA établit les règles et les lignes directrices pour les concours de Pipe Bands, qui se déroulent au Royaume-Uni, gère les événements eux-mêmes, coordonne l'arbitrage, la logistique et l'évaluation et organise des assemblées générales annuelles pour veiller à ce que les règles et règlements soient à jour. En outre, la RSPBA administre et coordonne les championnats du monde de Pipe Bands, le plus grand et le plus prestigieux concours de Pipe Bands de l'année, qui se tient tous les mois d'août à Glasgow. En plus de "The World", il existe quatre autres grands concours : les championnats écossais, britanniques, européens et britanniques. Au niveau des branches, de nombreux concours ont lieu aux Highland Games et à tout lieu permettant de collecter des fonds pour organiser un concours. Les Pipe Bands sont classés dans un système de grades - du grade 4 au grade 1. Le conseil musical établit et maintient des normes de concurrence. Chaque branche de la RSPBA peut nommer deux membres au conseil national pour les représenter. 

## Organisations associées
La RSPBA a de nombreuses organisations sœurs dans le monde entier, parmi lesquelles : 

### RSPBA
- Branche de Londres et du sud de l'Angleterre
- Lothian & Borders Branch
- Branche du nord-est de l'Angleterre
- Branche du nord-ouest de l'Angleterre
- Direction d'Irlande du Nord
- Direction du nord de l’Écosse
- Branche d'Ayrshire Dumfries et Galloway

### Australie
- Association australienne de cornemuses
- Association de cornemuses de Nouvelle-Galles du Sud

### Canada
- Alberta Society of Pipers & Drummers
- Alliance des associations nord-américaines de cornemuses
- Atlantic Canada Pipe Band Association
- Piper's And Pipe Band Society de l'Ontario
- Prairie Pipe Band Association du Manitoba
- Saskatchewan Pipe Band Association
- British Columbia Piper's Association

### Irlande
- Association irlandaise de cornemuses

### Allemagne
- Association de cornemuse d'Allemagne

### Pays-Bas
- Association néerlandaise de cornemuses

### Nouvelle-Zélande
- Association royale de Nouvelle-Zélande Pipe Band

### Scandinavie
- Association de cornemuses de Scandinavie

### Afrique du Sud
- Association de cornemuses d'Afrique du Sud

### Suisse
- Association suisse de cornemuses

### États-Unis d'Amérique
- Alliance des associations nord-américaines de cornemuses
- Association de cornemuses de l'est des États-Unis
- Midwest Pipe Band Association
- Association de cornemuses du sud des États-Unis
- Western United States Pipe Band Association